# Clément Théaudin
Clément Théaudin, né le 1er novembre 1943 à Rennes, est un homme politique français, membre du Parti socialiste.

## Biographie
Enseignant de profession, il devient député de la première circonscription d'Ille-et-Vilaine à la suite des élections législatives de 1981. Élu comme suppléant d'Edmond Hervé, il devient député le 24 juillet 1981 à la suite de la nomination de ce dernier au gouvernement et siège jusqu'à la fin de la législature (1986). Lors des élections législatives de 1986, il figure en 3e position sur la liste du Parti socialiste, la dernière éligible, et effectue ainsi un second mandat de député lors de la VIIIe législature (16 mars 1986 au 14 mai 1988, fin de législature).
Il est maire de Liffré de 1983 à 2008, et président de la communauté de communes du Pays de Liffré de 2000 à 2008.
Il est conseiller général du canton de Liffré de 1979 à 1992 et de 1998 à 2015. Il est vice-président du conseil général d'Ille-et-Vilaine à la suite du changement de majorité départementale lors des élections cantonales de 2004.

## Détail des fonctions et des mandats
Mandats parlementaires
- 24 juillet 1981 - 1er avril 1986 : député de la première circonscription d'Ille-et-Vilaine
  - Suppléant, il remplace Edmond Hervé nommé au gouvernement

- 16 mars 1986 - 14 mai 1988 : député de la circonscription d'Ille-et-Vilaine[1]

Mandats locaux
- 25 mars 1979 - 29 mars 1992 : conseiller général du canton de Liffré
- 19 mars 1983 - 15 mars 2008 : maire de Liffré
- 1989 - 18 juillet 1995 : président du SIVOM du secteur de Liffré
- mars 1998 - décembre 1999 : président du SIVOM du secteur de Liffré
- janvier 2000 - 16 avril 2008 : président de la communauté de communes du Pays de Liffré
- 22 mars 1998 - 22 mars 2015 : conseiller général du canton de Liffré
- 1er avril 2004 - 2 avril 2015 : vice-président du conseil général d'Ille-et-Vilaine
  - Chargé de la petite enfance, de l'enfance, de la famille et du sport (2004-2008) puis des finances et de la communication (2008-2011) et enfin des finances et du Service départemental d’incendie et de secours (2011-2015)

## Résultats électoraux

### Élections législatives
| Année | Parti | Parti | Circonscription       | Premier tour | Premier tour | Premier tour | Second tour | Second tour | Second tour |
| Année | Parti | Parti | Circonscription       | Voix         | %            | Rang         | Voix        | %           | Issue       |
| ----- | ----- | ----- | --------------------- | ------------ | ------------ | ------------ | ----------- | ----------- | ----------- |
| 1981  |       | PS    | 1re d'Ille-et-Vilaine | 29 697       | 45,49        | 1er          | 39 244      | 54,68       | Élu         |
| 1986  |       | PS    | Ille-et-Vilaine       | 135 391      | 34,87        | 2e           |             |             | Élu         |
| 1988  |       | PS    | 6e d'Ille-et-Vilaine  | 19 081       | 40,70        | 2e           |             |             | Battu       |
| 1997  |       | PS    | 6e d'Ille-et-Vilaine  | 13 008       | 27,96        | 2e           | 21 230      | 44,21       | Battu       |

### Élections cantonales
| Année | Parti | Parti | Canton | Premier tour | Premier tour | Premier tour | Second tour | Second tour | Second tour |
| Année | Parti | Parti | Canton | Voix         | %            | Rang         | Voix        | %           | Issue       |
| ----- | ----- | ----- | ------ | ------------ | ------------ | ------------ | ----------- | ----------- | ----------- |
| 1979  |       | PS    | Liffré | 1 265        | 23,57        | 3e           | 2 867       | 50,97       | Élu         |
| 1985  |       | PS    | Liffré | 3 420        | 47,60        | 1er          | 3 873       | 52,06       | Élu         |
| 1992  |       | PS    | Liffré | 3 418        | 38,82        | 1er          | 4 082       | 49,09       | Battu       |
| 1998  |       | PS    | Liffré | 3 926        | 46,13        | 1er          | 4 501       | 56,03       | Élu         |
| 2004  |       | PS    | Liffré | 5 205        | 47,73        | 1er          | 6 967       | 62,98       | Élu         |
| 2011  |       | PS    | Liffré | 3 319        | 44,95        | 1er          | 5 097       | 72,64       | Élu         |

### Élections municipales
| Année | Parti | Parti | Commune | Premier tour | Premier tour | Premier tour | Second tour | Second tour | Second tour | Sièges  |
| Année | Parti | Parti | Commune | Voix         | %            | Rang         | Voix        | %           | Issue       | Sièges  |
| ----- | ----- | ----- | ------- | ------------ | ------------ | ------------ | ----------- | ----------- | ----------- | ------- |
| 1983  |       | PS    | Liffré  | 1 082        | 45,44        | 1er          | 1 260       | 51,03       | Élu         | 21 / 27 |
| 1989  |       | PS    | Liffré  | 1 605        | 57,38        | 1er          |             |             | Élu         | 23 / 29 |
| 1995  |       | PS    | Liffré  | 1 556        | 51,35        | 1er          |             |             | Élu         | 22 / 29 |
| 2001  |       | PS    | Liffré  | 1 572        | 51,63        | 1er          |             |             | Élu         | 22 / 29 |